# Basket Rimini 1988-1989
Questa voce raccoglie le informazioni riguardanti il Basket Rimini, sponsorizzato Marr, nelle competizioni ufficiali della stagione 1988-1989.

## Verdetti stagionali
- Campionato di Serie A2:
  - stagione regolare: 8º posto su 16 squadre (bilancio di 15 vittorie e 15 sconfitte).
  - play-out di A1 / play-off di A2: 5º posto su 6 squadre nel girone verde.